# Anton Jungnickl
Anton Jungnickl (10. června 1814 Znojmo – 5. prosince 1886 Znojmo) byl rakousko-uherský politik, v letech 1874–1886 starosta Znojma.

## Životopis
Narodil se ve Znojmě v rodině soukeníka Kaspara Jungnickla a jeho ženy Marie, rozené Herzig. Původně se v Hradišti věnoval lesnictví, ale pak se ve Vídni vyučil zlatníkem a také tam v jednom zlatnictví pracoval. Absolvoval tam také uměleckou školu. Poté se vrátil do Znojma. Ač syn soukeníka, podařilo se mu vypracovat do vyšších vrstev znojemské společnosti - vlastnil s manželkou ve Znojmě dokonce čtyři nemovitosti.
V roce 1870 stál i se synem u zrodu Německého občanského spolku (Deutscher Bürgerverein), obdoby českého sdružení Beseda znojemská.
V místní politice se angažoval od roku 1861. O tři roky později se stal městským radním pro stavební záležitosti. Po smrti Josefa Wandrasche byl 22. září 1874 zvolen starostou Znojma. Tím byl zvolen pak ještě čtyřikrát a post zastával až do své smrti na srdeční záchvat 5. prosince 1886.
S manželkou Agnes měl celkem 5 dětí – Frederiku (nar. 1845), Ernestinu (nar. 1847), Antona (nar. 1849), Paulinu (nar. 1852) a Sofii (nar. 1853).